# Медаль ордена «За заслуги перед Литвой»
Медаль ордена «За заслуги перед Литвой» (лит. Ordino «Už nuopelnus Lietuvai» medalis) — государственная награда Литовской Республики.

## Положение о награде
1. Медалью ордена «За заслуги перед Литвой» награждаются лица за особые заслуги во славу Литвы в области культуры, науки, просвещения, промышленности, торговли, здравоохранения, социальной защиты, военного дела, спорта, хозяйства и прочих сферах, за гуманитарную помощь Литве, а также матери, родившие и хорошо воспитавшие 7 и более детей.
2. Медаль ордена «За заслуги перед Литвой» изготавливается из серебра и имеет 36 мм в диаметре. На лицевой стороне медали изображается знак ордена «За заслуги перед Литвой», на оборотной стороне — венок, надпись «Pro Lituania» и дата учреждения медали «2002». Медаль крепится к ленте ордена «За заслуги перед Литвой», которая имеет ширину 32 мм.

| Медаль                 | Оборотная сторона        |
| ---------------------- | ------------------------ |
| Орденская лента        |                          |
| Лицевая сторона медали | Оборотная сторона медали |